# Шорт-трек на зимових Олімпійських іграх 2014 — естафета (жінки)
Змагання із шорт-треку в естафеті серед жінок у програмі Зимових Олімпійських ігор 2014 відбулися 10 і 18 лютого 2010 року в льодовому палаці спорту «Айсберг», Сочі, Росія.

## Результати

### Півфінали
Півфінали відбулись 10 лютого.
| Місце | Півфінал | Країна         | Спортсменки                                                       | Час      | Нотатки |
| ----- | -------- | -------------- | ----------------------------------------------------------------- | -------- | ------- |
| 1     | 1        | Південна Корея | Шим Сук Хі Пак Син Хі Кон Сан Джон Чо Хе Рі                       | 4:08.052 | QA      |
| 2     | 1        | Канада         | Марі-Ев Дроле Джессіка Г'юїтт Валері Мальте Маріан Сен-Желе       | 4:08.871 | QA      |
| 3     | 1        | Росія          | Ольга Белякова Тетяна Бородуліна Софія Просвірнова Валерія Резник | 4:13.938 | QB      |
| 4     | 1        | Угорщина       | Рожа Дараж Берандетт Хейдум Андреа Кеслер Сандра Лайтош           | 4:15.473 | QB      |
| 1     | 2        | Китай          | Фань Кесінь Лі Цзяньжоу Лю Цюхун Чжоу Ян                          | 4:09.555 | QA      |
| 2     | 2        | Італія         | Аріанна Фонтана Лючія Перетті Мартіна Вальчепіна Елена Вів'яні    | 4:11.282 | QA      |
| 3     | 2        | Японія         | Аюко Іто Юй Сакай Сакурай Біба Саюрі Сімідзу                      | 4:11.913 | QB      |
| PEN   | 2        | Нідерланди     | Йорін тер Морс Санне ван Керкхоф Яра ван Керкхоф Лара ван Рюйвен  | PEN      |         |

### Фінали
Фінали відбулись 18 лютого.

#### Фінал B (класифікаційний)

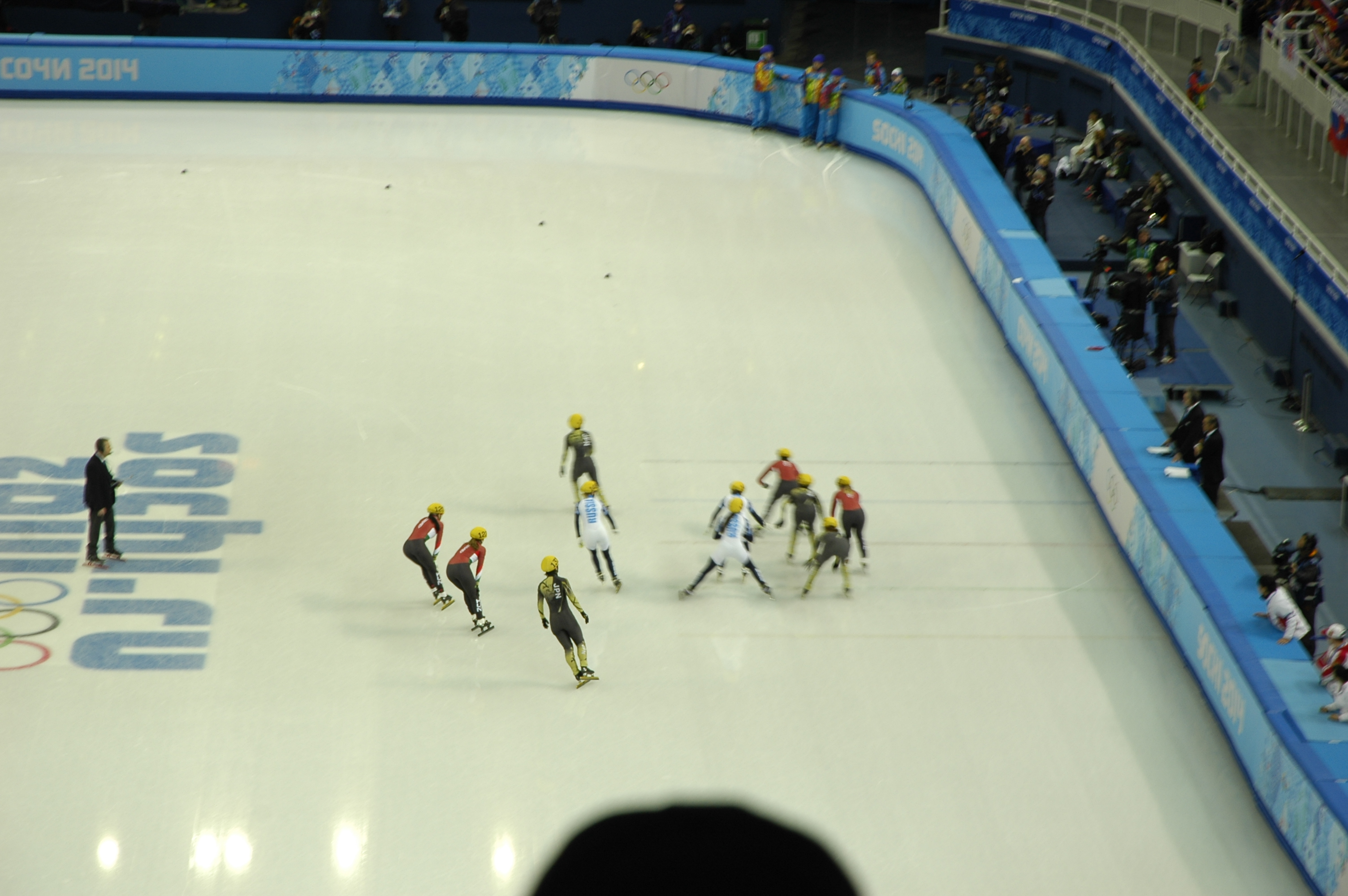
Фінал B

| Місце | Країна   | Спортсменки                                                       | Час      | Нотатки |
| ----- | -------- | ----------------------------------------------------------------- | -------- | ------- |
| 4     | Росія    | Ольга Белякова Тетяна Бородуліна Софія Просвірнова Валерія Резник | 4:14.862 |         |
| 5     | Японія   | Аюко Іто Юй Сакай Сакурай Біба Саюрі Сімідзу                      | 4:15.253 |         |
| 6     | Угорщина | Рожа Дараж Берандетт Хейдум Андреа Кеслер Сандра Лайтош           | 4:24.496 |         |

#### Фінал A (медальний)

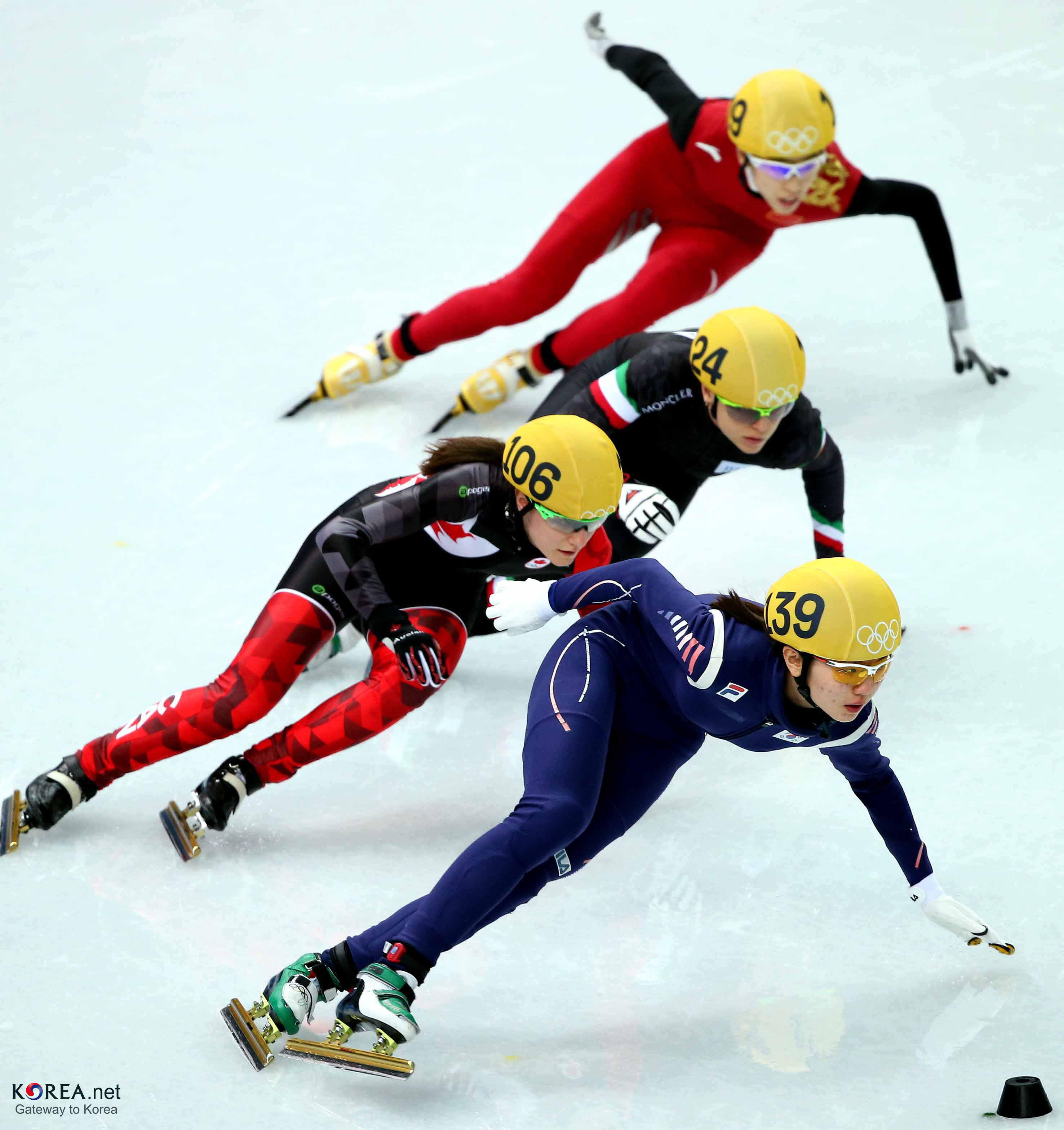
Фінал A

| Місце | Країна         | Спортсменки                                                    | Час      | Нотатки |
| ----- | -------------- | -------------------------------------------------------------- | -------- | ------- |
| 1     | Південна Корея | Шим Сук Хі Пак Син Хі Кім А Ран Чо Хе Рі                       | 4:09.498 |         |
| 2     | Канада         | Марі-Ев Дроле Джессіка Г'юїтт Валері Мальте Маріан Сен-Желе    | 4:10.641 |         |
| 3     | Італія         | Аріанна Фонтана Лючія Перетті Мартіна Вальчепіна Елена Вів'яні | 4:14.014 |         |
| –     | Китай          | Фань Кесінь Лі Цзяньжоу Лю Цюхун Чжоу Ян                       |          | PEN     |